# Österreichische Volkspartei
Österreichische Volkspartei (ÖVP (ø-fau-p, Det Østrigske Folkeparti) er et borgerligt, kristeligt-socialt parti grundlagt den 17. april 1945, der hylder værdier som frihed, ansvar, ydelse, sikkerhed og subsidiaritetsprincippet og går ind for markedsøkonomi med økologisk perspektiv. ÖVP var ledende i Østrigs indtræden i EU fra 1. januar 1995.
1945 – 1970 indgik partiet alene eller i forskellige koalitionskonstellationer i alle østrigske regeringer. Fra 1970 til 1987 var det i opposition til socialdemokratisk ledede regeringer. Fra 1987 har partiet været regeringsbærende i koalition med dels SPÖ, dels (2000 – 2006) med Jörg Haiders parti, først FPÖ, siden BZÖ. Efter valgene til Nationalrådet (det østrigske parlaments direkte valgte kammer) i 2006 og 2008 indgår ÖVP i koalitionsregeringer under ledelse af SPÖ.
Partiets kernevælgere er traditionelt selvstændige, landmænd, offentligt ansatte og funktionærer. Det opnår typisk høje stemmeandele uden for de store byer.
Partiet har 630.000 medlemmer. En del af medlemmerne har deres medlemskab gennem funktionærfagforeninger, landboforeninger o.l.
Ved Europa-Parlamentsvalget 2014 i Østrig opnåede partiet fem ud af 18 mandater i Østrig.

## Eksterne ressourcer
- www.oevp.at